# Christen und Kirchen in der DDR

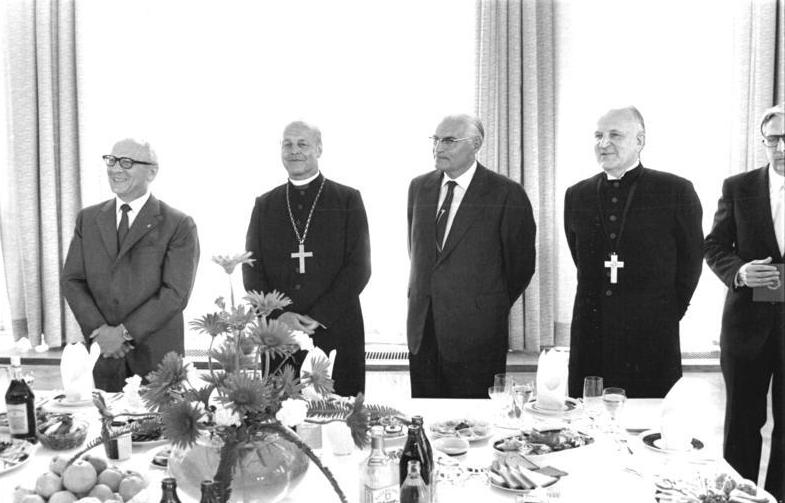
Erich Honecker (links) feiert 1980 mit (v. l. n. r.) Werner Leich (BEK), Gerald Götting (DDR-CDU) und Werner Krusche (BEK) die Gründung des Martin-Luther-Komitees

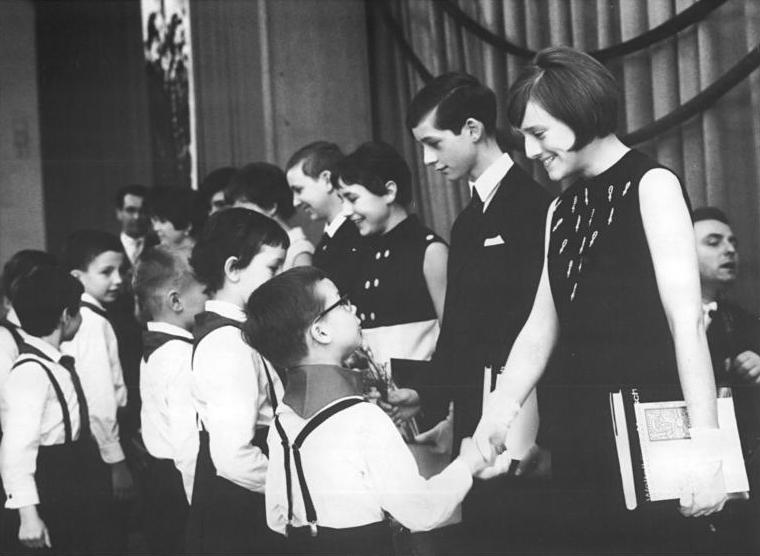
Jugendweihe in Berlin 1968. Die SED etablierte das Übergangsritual anstelle der Konfirmation oder der Firmung, was zu dauerhaften Konflikten mit den Kirchen führte.

Das Verhältnis von Christen und Kirchen in der DDR mit der sozialistischen Staatsführung war nahezu über die gesamte DDR-Zeit schwierig und mit gezielter staatlicher Unterdrückung verbunden.
Christen stellten zum Zeitpunkt der Gründung der DDR 1949 mit ca. 92 Prozent eine deutliche Bevölkerungsmehrheit. Die größte Religionsgemeinschaft waren die evangelischen Landeskirchen, bis 1969 gesamtdeutsch in der EKD und anschließend im Bund der Evangelischen Kirchen in der DDR organisiert, gefolgt von der römisch-katholischen Kirche. Im Laufe der Zeit verminderte sich die Zahl der Kirchenmitglieder, unter anderem aufgrund einer atheistischen Bildungs- und Religionspolitik, die ein nicht-religiöses und materialistisches Weltbild propagierte und Gläubige und Kirchen politisch unterdrückte.
Nach zeitweiser Neutralität nach dem Ende des Zweiten Weltkrieges erhöhten sich schnell die Spannungen zwischen DDR-Führung und den Kirchen. In der Folge versuchte die Regierung aktiv und mit Repressionen den Einfluss der Kirchen zurückzudrängen. Erst mit dem Mauerbau 1961 entspannte sich die Situation und es kam zu gegenseitigen Zugeständnissen. Dennoch blieben die Kirchen Zentren der Opposition in der DDR, sodass sie im Wendeprozess eine entscheidende Rolle spielten. Die staatlichen Maßnahmen verstärkten eine Entchristlichung der gesamten Gesellschaft; als langfristige Folge gehört auch heute noch die Mehrheit der ehemaligen DDR-Bürger keiner Kirche an, und Religion, Glaube, Religiosität und Spiritualität spielen in den neuen Bundesländern eine geringere Rolle als in den alten Bundesländern.

## Rahmenbedingungen
Das Verhältnis zwischen DDR-Staatsführung und christlichen Kirchen war von Anfang an schwierig und voller Spannungen. Der atheistische Marxismus-Leninismus, die Staatsideologie der DDR, postulierte ein Verschwinden von Religion auf dem Weg zum Kommunismus, auf dem sich die SED sah. Die Kirchen waren für den Staat schon aus diesem Grund ideologische Gegner (Religion als „Opium des Volkes“), auch wenn in der DDR-Kirchenpolitik immer wieder harmonisierende Tendenzen vorhanden waren.
Außerdem waren für den Staat die zwar im Laufe der Zeit schwächer werdende, aber gleichwohl stets hohe Verbundenheit mit den westdeutschen Kirchen ein großes Problem. Bis 1969 waren die Evangelischen Landeskirchen immer noch gesamtdeutsch in der Evangelischen Kirche in Deutschland organisiert. Wegen des erheblichen politischen Drucks, zunehmender organisatorischer Probleme, aber auch wegen zunehmender Unterschiede in der alltäglichen kirchlichen Arbeit in beiden Ländern gründete sich 1969 der Bund der Evangelischen Kirchen in der DDR (BEK).
Die Kirchen konnten ihre eigenen Verhältnisse weitgehend eigenständig regeln. Es gab kirchliche Verlage und Zeitungen sowie eine Vielzahl von sozialen Diensten und Institutionen. Sie waren zudem auch bedeutende Flächeneigner und betrieben Landwirtschaft. Allein der Großprivatwald machte über 30.000 ha Fläche aus und bedingte eine bedeutende kirchliche Forstverwaltung mit eigenen Trachten und Abzeichen.
Dennoch versuchte die DDR, den Einfluss der Kirchen zurückzudrängen und vor allem junge Menschen kirchlichem Einfluss zu entziehen. Konfliktfelder waren der Streit um den Religionsunterricht, die Einführung der Jugendweihe, kirchliche Jugendarbeit, die Zulassung der Kinder von christlichen Eltern bzw. Kirchenmitarbeitern zur Erweiterten Oberschule (EOS) und die Einführung des Wehrunterrichts. Christlich konnotierte Begriffe und Formulierungen wurden im Sprachgebrauch von Verwaltung, Schulen und Universitäten durch neutrale Formulierungen ersetzt. Einige Christen sprachen vom „Kirchenkampf“ mit der SED-Führung – eine Anspielung auf den Kirchenkampf in der Zeit des Nationalsozialismus.
Religionsfreiheit war in der DDR-Verfassung festgeschrieben und wurde formal auch gewährt. Dennoch unterlagen Christen verschiedenen Repressionen. Förderung religiöser Gemeinschaften fand von staatlicher Seite aus nicht statt. Es gab eine sehr strikte Trennung von Kirche und Staat. Von staatlicher Seite war das Staatssekretariat für Kirchenfragen beim Ministerrat der DDR zuständig. Staatssekretäre waren in zeitlicher Folge Werner Eggerath, Hans Seigewasser, Klaus Gysi und zuletzt Kurt Löffler. In der Wendezeit wurde das Staatssekretariat aufgewertet, von November 1989 bis April 1990 war Lothar de Maizière Minister für Kirchenfragen.

## Christliche Konfessionen in der DDR
Die überwiegende Mehrheit der Christen gehörte einer evangelischen Kirche an. So waren 1989 etwa 5,4 Millionen Menschen Mitglied einer zum Bund der Evangelischen Kirchen in der DDR (BEK) gehörenden Kirche. Ungefähr eine Million Menschen, die sich vor allem in bestimmten Regionen konzentrierten, bekannten sich zur katholischen Kirche.
Weitere Konfessionen mit wesentlich weniger Mitgliedern waren 1989 die Neuapostolische Kirche (100.000), Methodisten (35.000), Zeugen Jehovas (30.000) und Baptisten (14.500). Darüber hinaus existierten zahlreiche weitere Freikirchen und Religionsgemeinschaften, die meist deutlich weniger als 10.000 Mitglieder aufwiesen.
Der Großteil der Bevölkerung gehörte gar keiner Religionsgemeinschaft an: 1988 waren insgesamt etwa 6,6 Millionen Menschen Mitglied einer religiösen Gemeinschaft, also knapp 40 %. Diesbezüglich ist eine wesentliche Veränderung zum Ende der DDR hin zu verzeichnen. 1949 waren ca. 90 % der Bevölkerung Mitglied einer Kirchengemeinschaft. 1979 waren es noch etwa 57 %; allein die Landeskirchen des BEK hatten noch etwa 8 Millionen Mitglieder.

## Evangelische Landeskirchen

### Nachkriegszeit
Nach dem Ende des Zweiten Weltkrieges und dem daraus folgenden Zusammenbruch der nationalsozialistischen Herrschaft wurden auch die Karten in der Kirchenpolitik neu gemischt. Zunächst begannen sich die in der Sowjetischen Besatzungszone (SBZ) überwiegenden protestantischen Landeskirchen neu zu organisieren, Kirchenführungen wurden ausgetauscht und neue leitende Organe eingeführt oder wiederbelebt. Generalsuperintendent Otto Dibelius, Leiter der Evangelischen Kirche in Berlin-Brandenburg, war hier federführend. Er konnte als einziger Vertreter aus der sowjetischen Besatzungszone bei der Gründung der Evangelischen Kirche in Deutschland (EKD), einem Zusammenschluss aller Landeskirchen in allen Besatzungszonen, mitwirken. Dibelius, der den Nationalsozialismus erst offen unterstützt und dann in der Bekennenden Kirche bekämpft hatte, wurde damit zum wichtigsten Vertreter der evangelischen Kirche der SBZ. Die Sowjetunion akzeptierte die Autonomie der Kirche und ihrer Rechtsstellung sowie kirchliche Arbeit wie Diakonie, setzte jedoch eine Trennung von Religion und Staat durch. Die Kirchen bekannten sich vorerst weder zur parlamentarischen Demokratie noch zum Kommunismus. Evangelische Christen forderten zuvorderst die Freiheit des Gewissens und distanzierten sich von ideologischem Bekenntniszwang.
Mit Verschärfung des Kalten Kriegs und Gründung der beiden deutschen Staaten Ende der 1940er Jahre erhöhten sich, trotz positiver Zusagen an eine mögliche Zusammenarbeit und verfassungsmäßig garantierter Religionsfreiheit, die Spannungen zwischen Staat und Kirche. Besonders das „Bekenntnis zum dialektischen Materialismus“ als Ziel der Bildungsarbeit der SED führte zu Widerstand bei den Kirchenvertretern – sie fürchteten mit dem Überlegenheitsanspruchs der materialistischen Partei-Position eine Degradierung von Religion als geistig und politisch rückschrittlich. Dibelius machte dies als neuer Ratsvorsitzender der EKD mit einem Hirtenbrief zu Pfingsten 1949 deutlich, in dem er das Staatsgebilde der SBZ anprangerte und auf eine offene Meinungsäußerung drängte. Provozierend verglich er Merkmale der nationalsozialistischen Herrschaft mit der SED, die sich selbst als antifaschistisch verstand. Ein Jahr später bemängelte er vor allem die Situation an den Schulen, wo der Druck auf junge Christen wachse, ihren Glauben zu verleugnen. Dibelius kündigte an, dass die Kirche notfalls kämpfen werde, sollte die Regierung keinen Verzicht direkter oder indirekter Angriffe auf den christlichen Glauben erklären. Die Kirchenleitung wurde daraufhin der Regimefeindlichkeit im Dienst des Auslands beschuldigt.

### Direkte Konfrontation und Mäßigungsversuche

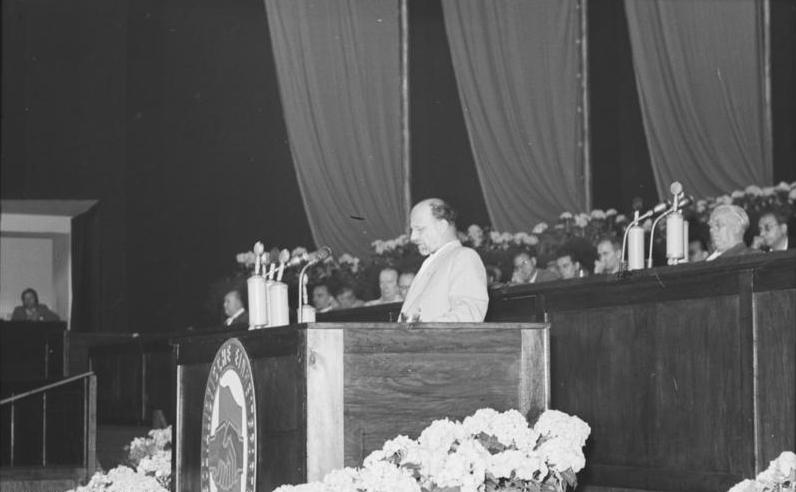
Walter Ulbricht erklärt während der II. Parteikonferenz der SED eine „Verschärfung des Klassenkampfes“

Mit der II. Parteikonferenz der SED (9.–12. Juli 1952) kehrte die SED von ihrer Position bedingter Neutralität gegenüber der Kirche ab. Der nun verkündete „Aufbau des Sozialismus“ erfordere eine „Verschärfung des Klassenkampfes“, aus dem auch ein offensives Vorgehen gegen die Kirche abgeleitet wurde. So ordnete Erich Mielke eine umfassende Beobachtung „der Kirche und zugehörigen Organisationen sowie CDU“ durch das Ministerium für Staatssicherheit an, da diese „reaktionären Personengruppen“ Gegner des sozialistischen Aufbaus seien. Verhaftungen und Verurteilungen liefen bereits. Zuschüsse wurden um 25 % gekürzt und 1956 der Einzug von Kirchensteuern eingestellt. Ein besonderer Dorn im Auge der Partei war die evangelische Jugendarbeit der Jungen Gemeinde, die wegen ihrer Verbindungen zur westdeutschen Kirchenjugend der Illegalität und Staatsfeindlichkeit verdächtig wurde. Im Januar 1953 wurde ein ganzer Maßnahmenkatalog gegen diese Jugendorganisation und ihre Mitglieder beschlossen, während gleichzeitig die FDJ ihre Arbeit verstärken sollte. Auch gegen soziale und karitative Arbeit richteten sich Eingriffe des Staates; Jugendliche wurden wegen ihres Bekenntnisses der Oberschule verwiesen.
Am 5. März 1953 starb der sowjetische Diktator Josef Stalin; Hoffnungen auf ein Ende des Stalinismus kamen auf. Vom 2. bis 4. Juni 1953 erhielt eine SED-Delegation in Moskau den ausdrücklichen Befehl der sowjetischen Führung, unverzüglich den „Neuen Kurs“ einzuschlagen. Moskau hatte erkannt, dass in der DDR eine vorrevolutionäre Stimmung herrschte (die kurz darauf zum Aufstand des 17. Juni führte).
Am 11. Juni wurde der „Neue Kurs“ des Politbüros schließlich im Neuen Deutschland, dem Zentralorgan der SED, verkündet: Darin war durchaus Selbstkritik enthalten. Einige Maßnahmen zum Aufbau des Sozialismus wurden zurückgenommen. Der Kampf gegen die Junge Gemeinde wurde eingestellt. Pastoren und kirchliche Mitarbeiter wurden aus der Haft entlassen, konfiszierte Gebäude zurückgegeben. Wegen kirchlichen Bekenntnisses von der Oberschule verwiesene Schüler mussten wieder aufgenommen und zum Abitur zugelassen werden. Für den 5. Deutschen Evangelischen Kirchentag (12.–16. August in Hamburg) wurden großzügig Interzonenpässe vergeben und sogar Sonderzüge eingesetzt.

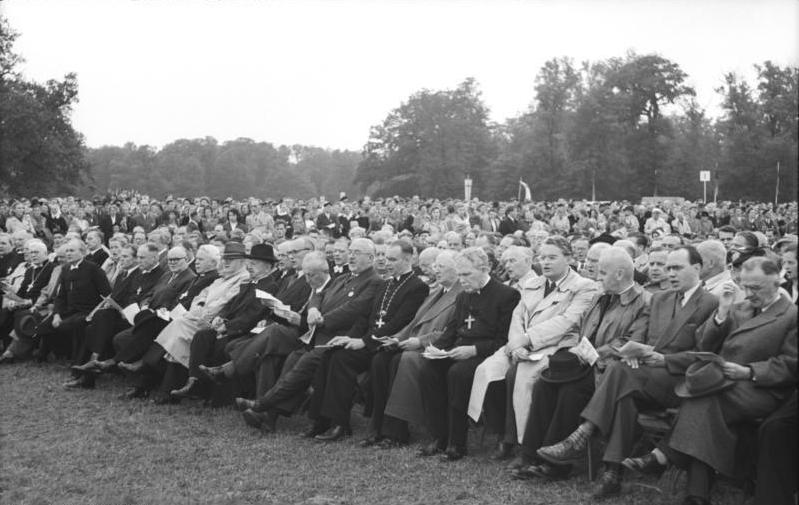
Abschlussversammlung zum Evangelischen Kirchentag 1954 in Leipzig; hier erprobte die SED eine gemäßigte Kirchenpolitik, die schnell aufgegeben wurde.

Die SED versuchte nun, eine eigenständige Kirchenpolitik zu entwickeln. In einem Grundsatzdokument an SED-Organe über „Die Politik der Partei in Kirchenfragen“ 1954 wurde diese formuliert: Ziel war es, „Aufklärungsarbeit“ bei der christlichen Bevölkerung zu leisten und sie für Partei und Massenorganisationen zu gewinnen. Das Papier unterschied hierbei zwischen staatstreuen christlichen Mitgliedern, deren religiöse Gefühle geachtet und die per Überzeugungskraft gewonnen werden sollten, und der Kirchenorganisation mit ihrer Leitung, die sie als „reaktionäre Kräfte“ isolieren und bekämpfen wollte. Erprobt wurde das neue Konzept auf dem Evangelischen Kirchentag 1954 in Leipzig – und scheiterte im Sinne des Politbüros. Der zurückhaltende „Neue Kurs“ gegenüber der Kirche endete nach zwei Jahren; man forcierte die zuvor im Grundsatzdokument formulierte Einführung der Jugendweihe als neuer Übergangsritus anstelle der Konfirmation. Die Kirchenleitungen empfanden dies als Provokation und unterstrichen daraufhin nochmals ihre Position, dass Kinder mit der Jugendweihe nicht konfirmiert werden könnten.

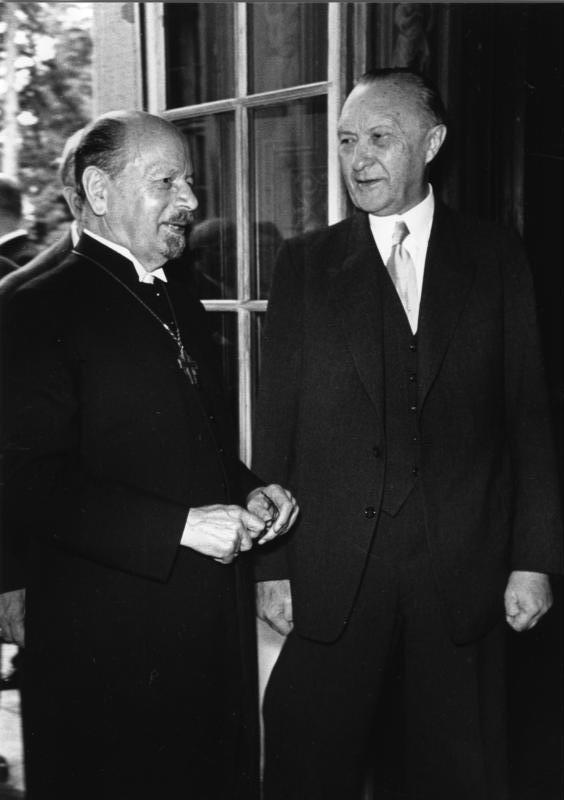
Unterzeichnung des Militärseelsorgevertrages durch Otto Dibelius (links)

DDR-Innenminister Karl Maron und CDU-Vorsitzender Otto Nuschke forderten 1955 von den Kirchen eine politische Loyalitätserklärung und ein Ende des „Überwinterns“ in Erwartung des Endes der DDR; die Kirchen antworteten mit einem Vorwurf der Verfassungsuntreue, was wiederum SED-Funktionäre als Provokation bezeichneten. Als Dibelius am 22. Februar 1957 im Namen der EKD den Militärseelsorgevertrag mit der Bundesrepublik unterschrieb, sprach die SED von der „Militärkirche“ und erhöhte die Repressionen; Verhaftungen, vor allem gegen Studentengemeinden, wurden gestartet. Gegen Dibelius richtete sich eine jahrelange publizistische Kampagne. Viele Kirchenvertreter distanzierten sich unter dem entstehenden Druck schließlich nach einem Staat-Kirche-Gespräch am 21. Juli 1957 vom Militärseelsorgevertrag und dem Vorwurf der Verfassungsuntreue, außerdem von ihrem bisher kritischen Vorbehalt gegenüber dem Sozialismus.
Einzelne Konfliktfälle wurden ausgeräumt, Gefangene entlassen. Im Kernbereich des Konflikts jedoch, der Erziehung und Verpflichtung zum dialektischen Materialismus, verschärfte die SED ihre Linie. Das Verhältnis zwischen Kirchen- und Staatsführung blieb weiter schlecht und angespannt. Währenddessen versuchten zahlreiche Kirchenvertreter, einen Weg zu finden, sich mit dem Regime zu versöhnen und dieses nach Römer 13 als gottgegebene Obrigkeit zu akzeptieren – Dibelius widersprach 1959 in einer bekannten Stellungnahme zum Begriff „Obrigkeit“, der auf die DDR nicht zuträfe. Ein EKD-Positionspapier unterstrich diese Ansicht. Die SED reagierte scharf. Als 1961 der Kirchentag in Berlin geplant wurde, durfte dieser aus Angst vor politisch unerwünschtem Verhalten nicht mehr in Ost-Berlin stattfinden. Christen aus der DDR besuchten dieses Ereignis im Gegensatz zu den Vorjahren kaum – vier Wochen später waren die Grenzen geschlossen.

### Entspannung, „Kirche im Sozialismus“
Nach dem Bau der Mauer 1961 wurde die EKD organisatorisch aufgesplittet, um den Betrieb aufrechterhalten zu können. Bischof Dibelius (1880–1967) wurde die Einreise in die DDR verweigert. Die Wahrnehmung der bischöflichen Aufgaben für die Ostregion wurde 1963 dem Cottbuser General-Superintendent Günter Jacob übertragen, da weder der Bischof der die Ost- und Westregion umfassenden berlin-brandenburgischen Kirche, noch der für die Ost-Kirchenverwesung eingesetzte Kurt Scharf ihre Funktionen ausüben konnten. Die SED akzeptierte Jacob, da er den sozialistischen Staat anerkannte – seine Ernennung kam einer Entmachtung des radikal westorientierten Dibelius gleich. In der Kirche gab es jedoch weiterhin starke Kräfte, die sich beispielsweise in den „Zehn Artikeln“ kritisch mit den Zuständen in der DDR auseinandersetzten. Die SED versuchte, diese durch Einflussnahme zu separieren. Dennoch gelang es auf diese Art beispielsweise 1964, den Ersatzdienst („Bausoldat“) zur Wehrpflicht einzuführen.
Nachdem das SED-Regime (von 1950 bis 1971 unter Walter Ulbricht) bereits 1958 die Beziehungen zur EKD abgebrochen hatte, begann 1967 eine massive Agitation gegen den Zusammenschluss, die das Ende der gesamtdeutschen Kirche forderte. Auch aufgrund erschwerter Zusammenarbeit durch den eingeschränkten Grenzverkehr und mit dem Ziel einer stärkeren Kooperation untereinander, beschlossen die ostdeutschen Landeskirchen 1969 die Gründung einer neuen Dachorganisation, dem Bund der Evangelischen Kirchen in der DDR (BEK). Eine bleibende Verbundenheit mit der EKD war wegen gewichtiger kirchlicher Stimmen in der BEK-Ordnung enthalten. Mit der Entspannungspolitik Anfang der 1970er Jahre und dem Ende der Ulbricht-Ära (26. April 1971) wurde der neue Kirchenbund wenige Jahre später offiziell vom Staat anerkannt.
In den 1970er Jahren prägten Vertreter der evangelischen Kirche die Formel der „Kirche im Sozialismus“. Bischof Albrecht Schönherr sagte auf der Synode des Bundes der Evangelischen Kirchen in der DDR 1971:

„Wir wollen Kirche nicht neben, nicht gegen, sondern im Sozialismus sein.“

Die Formel postulierte ein deutliches Sich-Einlassen auf den Sozialismus in der DDR – im Unterschied zu der verbreiteten Meinung innerhalb der Kirche in den 1950er und 1960er Jahren, als man noch von einem „Überwintern“ bis zum schnellen Verschwinden der DDR ausging. Als Bekenntnis zum Sozialismus war die Formel von den meisten, die sie verwendeten, jedoch nicht gemeint.
Darüber hinaus kam es zu weitergehenden Vereinbarungen zwischen Staat und Kirche – Anlass war die Selbstverbrennung des Pfarrers Oskar Brüsewitz am 22. August 1976. Hierbei ging es um eine Verbesserung der Gesamtsituation bezüglich Ausgrenzung von Christen und des eigenständigen Mitwirkens der Kirche in der Gesellschaft. Der Kirche wurden in der Folge weitreichende Zugeständnisse gemacht, die ihren Status im Vergleich zu vorhergehenden Jahrzehnten absicherten und vor Willkür schützten. In einem entscheidenden Punkt jedoch, der Bildungspolitik, lenkte die SED nicht ein.

### Friedensbewegung und Wende
Eine DDR-Spezifik entstand nach 1961 mit dem Eintreten der Kirchen für die Zulassung eines Wehrersatzdienstes ohne Waffe (Bausoldat). In den Folgejahren spielten der Austausch über Erfahrungen mit der Wehrdienstverweigerung und die Forderung eines zivilen Wehrersatzdienstes eine zentrale Rolle, so auch bei den seit 1973 stattfindenden Friedensseminaren Königswalde. Mit der Einführung von Wehrunterricht als obligatorisches Fach der 9. und 10. Klassen 1978 erfasste die kirchliche Friedensbewegung weitere, auch traditionell geprägte Kirchgemeindekreise und es kam zu offiziellen Einsprüchen vonseiten der Kirchen. Sie sahen darin eine Unvereinbarkeit mit der proklamierten Friedenspolitik der DDR und der von der Staatsführung unterzeichneten Helsinki-Schlussakte. Durch die Einsprüche wurde der Wehrunterricht zwar nicht abgeschafft, Nichtteilnahme hatte aber keine weiteren Konsequenzen.
Die Debatte um Wehrunterricht und die folgende atomare Aufrüstungspolitik ab 1979 (sogenannte „Nachrüstung“) markierten den Beginn der Friedensbewegung in der DDR, die vor allem von kirchlichen Trägern organisiert wurde. Vor allem junge Leute schlossen sich dieser Bewegung an: Friedensgruppen bildeten sich; Liedermacher sprachen in kirchlichen Räumen vor Jugendlichen; Jugendtage wurden veranstaltet. Die Verwendung des Symbols „Schwerter zu Pflugscharen“ führte zu Auseinandersetzungen mit der Staatsführung, die darin einen Angriff auf ihre Doktrin vom „bewaffneten Frieden“ sah. Im Zuge der Entspannungspolitik zwischen Staat und Kirche musste Letztere lediglich zusichern, dass sie während der Treffen in den Kirchenräumlichkeiten alles unternehme, den Unmut über den realen Sozialismus einzudämmen. Ein Verbot der Veranstaltungen wurde nicht erlassen. Um dies zu erreichen, stellte sich die Kirche selbst als „Ventil“ dar, um Missmut der Bevölkerung Luft zu lassen und die Lage zu beruhigen. Selbst so kirchenferne Gruppen wie Punks wurden in einzelnen Kirchengemeinden aufgenommen und spielten ihre Konzerte in Kirchen, da sie sonst keine Räume dafür fanden. Im April 1989 formulierten die 19 Kirchen und kirchlichen Gemeinschaften der DDR im Ergebnis von drei Ökumenischen Versammlungen für Gerechtigkeit, Frieden und Bewahrung der Schöpfung „was zur Rettung der Erde geschehen muss“.

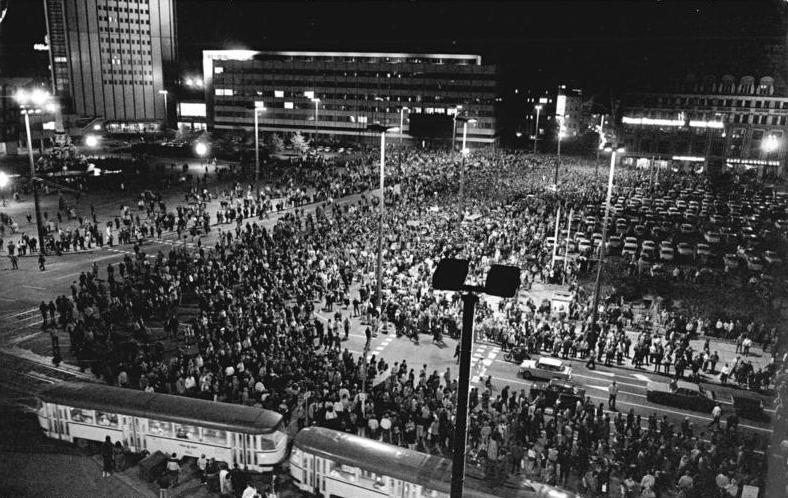
Montagsdemonstration in Leipzig, 1989

Eine wachsende Zahl Ausreisewilliger beanspruchte nun Beistand und Hilfe von der Kirche, die somit in einen Konflikt mit der von ihr unterstützten Entspannungspolitik gegenüber der DDR-Staatsführung geriet. Die Kirche sicherte mehrfach zu, dass die Aktivitäten nicht gegen den sozialistischen Staat gerichtet seien. Doch unter dem Eindruck von Glasnost und Perestroika kam es zu immer weiteren politischen Eigeninitiativen, an denen auch Kirchenvertreter beteiligt waren. Die Friedensgruppen diskutierten Mitte der 80er Jahre über Themen wie Umweltschutz und Ausreise. Die Umwelt-Bibliothek in Berlin-Ost wurde zu einem bedeutenden Treffpunkt für Umwelt- und Friedensaktivisten; eine Stasi-Razzia 1988 wurde von der Kirche scharf verurteilt, die die teils oppositionellen Tätigkeiten deckte. Für die SED war das Maß der Toleranz gegenüber der Kirche erreicht, Erich Honecker sprach von „konterrevolutionären Aktionen“ unter dem Dach der Kirche. Doch die sich entwickelnde Reformbewegung ließ sich nicht mehr aufhalten. In Leipzig entstanden die von Basisgruppen organisierten Montags-Friedensgebete in der Nikolaikirche, die zum Ausgangspunkt für die Reformdebatte 1988/89 wurden. Davon ausgehend entfaltete sich die Friedliche Revolution, die die Existenz der DDR beendete. Der Zentrale Runde Tisch in der DDR 1989/1990 wurden von Vertretern der Kirchen einberufen und moderiert.

## Römisch-katholische Kirche

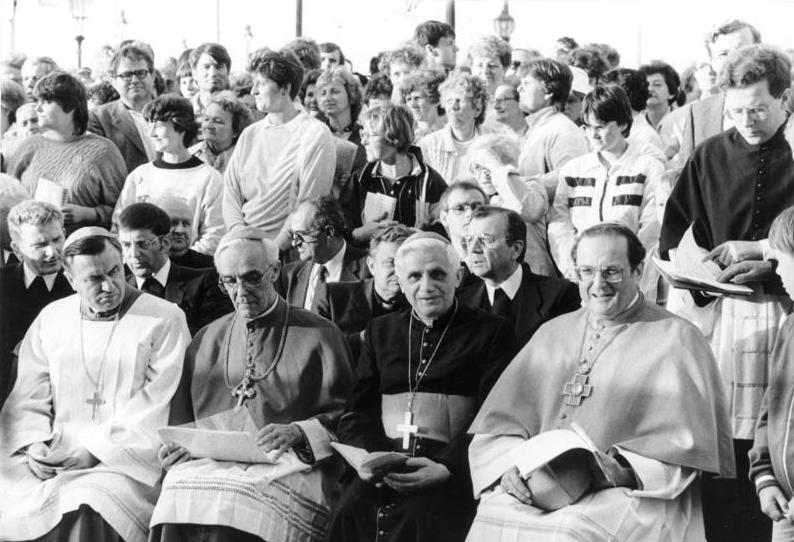
Eröffnungsgottesdienst des Katholikentreffens in Dresden 1987

Die Römisch-katholische Kirche in der DDR konnte sich nicht als Kirche im Sozialismus definieren und beschrieb die Situation der Christen in der DDR mit dem Bild vom Leben im „fremden Haus“. Darin brachte sie die grundsätzliche Verschiedenheit von Kirche und Staat aufgrund weltanschaulicher Differenzen zum Ausdruck. Eine Zusammenarbeit von Katholischer Kirche und Staat war daher ausgeschlossen. Die DDR wurde vom Heiligen Stuhl nicht anerkannt. Die Diözesen in Mitteldeutschland blieben über die innerdeutsche Grenze hinaus in Ost und West rechtlich erhalten; zur praktischen Verwaltung siehe bei Bischöfliches Amt. Auch das katholische Bistum Berlin war kirchenrechtlich niemals geteilt. Für die zu anderen Diözesen gehörigen Jurisdiktionsbezirke Erfurt-Meiningen, Görlitz, Magdeburg und Schwerin wurden Apostolische Administratoren im Range eines Bischofs eingesetzt.
In der Predigt auf der Schlussmesse des Dresdner Katholikentreffens 1987 sagte der Vorsitzende der Berliner Bischofskonferenz, Joachim Kardinal Meißner, in Anspielung auf den Sowjetstern als Symbol für die kommunistische bzw. sozialistische Weltanschauung:

„Das Land zwischen Oder, Neiße und Werra ist Land Gottes, für das wir Verantwortung tragen. Und die Menschen in diesem Territorium sind Kinder Gottes, für die wir einzustehen haben. Wir bekennen uns zu unserem Weltauftrag in diesem Land nach den Worten des Psalms: ‚Auf dieses herrliche Land ist unser Los gefallen.‘ Wir wollen dabei keinem anderen Stern folgen als dem von Bethlehem.“

## Evangelische Freikirchen
Neben den evangelischen Landeskirchen konnten sich in der DDR auch eine Reihe evangelischer Freikirchen halten. Die beiden größten Freikirchen der DDR waren die Evangelisch-methodistische Kirche mit etwa 35.000 Mitgliedern/Freunden und der Bund Evangelisch-Freikirchlicher Gemeinden in der DDR mit etwa 20.500 Mitgliedern. Des Weiteren bestanden die Evangelische Brüder-Unität (Herrnhuter Brüdergemeine), die Freie evangelische Gemeinde, die Siebenten-Tags-Adventisten und die Mennoniten. Gerade letztere verzeichneten einen größeren Mitgliederverlust; so sank die Zahl der Gemeindemitglieder von 1100 im Jahr 1950 auf 287 im Jahr 1985. Die Zusammenarbeit zwischen den genannten Freikirchen geschah vor allem über die Vereinigung Evangelischer Freikirchen in der DDR, wobei die Brüderunität zudem einen Sonderstatus im Bund der Evangelischen Kirchen in der DDR besaß. Trotz ihrer geringen Größe entfalteten die Freikirchen der DDR ein relativ hohes Aktivitätsniveau. So unterhielten die Methodisten kircheneigene Krankenhäuser in Halle, Karl-Marx-Stadt und Leipzig. Seit 1952 verfügten sie auch über ein Theologisches Seminar in Bad Klosterlausnitz. Auch die Baptisten verfügten über eine eigene theologische Einrichtung in Buckow. Durch ihre geringe Mitgliederzahl wurden die Freikirchen der DDR nicht in gleicher Weise in der Öffentlichkeit wahrgenommen wie die wesentlich größeren Landeskirchen, was mit dazu beitrug, dass die Unterwanderung durch inoffizielle Mitarbeiter des Ministeriums für Staatssicherheit geringer ausfiel. Die Konfliktfelder mit dem Regime waren jedoch ähnliche. Zu nennen wären unter anderem die Mitgliedschaft in den staatsgelenkten Kinder- und Jugendorganisationen, die Teilnahme an der Jugendweihe, die vormilitärische Ausbildung im Wehrunterricht und die Positionierung zu Wehrpflicht und Bausoldaten.
Im Herbst 1951 formulierte das Ministerium des Innern einen Entwurf für das Verbot der Mennoniten, das jedoch nicht mehr umgesetzt wurde.

## Konfessionelle Minderheitskirchen
Auf dem Gebiet der DDR existierten drei sogenannte konfessionelle Minderheitskirchen (auch Altkonfessionelle Kirchen genannt). Die Evangelisch-lutherische (altlutherische) Kirche war mit 7500 Mitgliedern die größte unter ihnen. Die 27 Pfarrbezirke waren drei Superintendenturen zugeordnet und wurden von 25 Pastoren und Vikaren betreut. Zur Evangelisch-Lutherischen Freikirche zählten etwa 3500 Mitglieder in 15 Pfarrbezirken mit insgesamt 37 Predigtplätzen. Am kircheneigenen Lutherische Theologischen Seminar in Leipzig, das auch von der altlutherischen Kirche genutzt wurde, studierten 1983 acht Studenten, betreut von drei Dozenten. Zum Kirchenbund Evangelisch-Reformierter Gemeinden in der DDR gehörten lediglich drei Gemeinden, die in Dresden, Leipzig und Bützow ihre Zentren hatten. In Karl-Marx-Stadt (Chemnitz) unterhielt die reformierte Gemeinde Leipzig eine Zweiggemeinde.

## Religionsunterricht
Der Konflikt um gesellschaftlichen Einfluss zwischen Kirche und Staat wurde besonders auf dem Feld der Bildungspolitik ausgetragen. Beide sahen in der Schulbildung eine Schlüsselinstanz zur gesellschaftlichen Einflussnahme: Für die Kirche handelte es sich um eine traditionelle Form der christlichen Mitwirkung am gesellschaftlichen Leben, für die DDR-Staatsführung war die Schule zentrale Sozialisationsinstanz einer sich verändernden Gesellschaft. Da sich nun die wirtschaftlichen Verhältnisse weiterentwickelt hätten, müssten diese im Sinne des dialektischen Materialismus auch einen „Neuen Menschen“ hervorbringen – wofür die schulische Erziehung den besten Rahmen biete.
1946 verlor in der SBZ in der nun propagierten „demokratischen Einheitsschule“ der konfessionell getrennte Religionsunterricht seinen Status als ordentliches Lehrfach. Begründet wurde das Vorgehen mit einer notwendigen Trennung von Staat und Kirche in der Schule. Die christlichen Gemeinschaften sollten ihre Glaubenslehre stattdessen nur noch selbstorganisiert veranstalten. In der Verfassung von 1949 wurde dies in den Artikeln 40 und 44 unterstrichen und garantiert:

„Der Religionsunterricht ist Angelegenheit der Religionsgemeinschaften. […]“

„Das Recht der Kirche auf Erteilung von Religionsunterricht in den Räumen der Schule ist gewährleistet. Der Religionsunterricht wird von den durch die Kirche ausgewählten Kräften erteilt. Niemand darf gezwungen oder gehindert werden, Religionsunterricht zu erteilen. Über die Teilnahme am Religionsunterricht bestimmen die Erziehungsberechtigten.“

Ab 1953 kam es zu einer weitgehenden Auseinandersetzung um den Religionsunterricht mit dem Staat. Denn selbst die verfassungsmäßige Garantie eines kirchlich organisierten Religionsunterrichts verhinderte nicht weitere Einschränkungen durch die DDR-Bürokratie. 1958 verfügte der damalige Minister für Volksbildung, Fritz Lange, einen Erlass „zur Sicherung von Ordnung und Stetigkeit im Erziehungs- und Bildungsprozess der allgemeinbildenden Schulen“, den sogenannten Lange-Erlass. Mit der Begründung einer Überbeanspruchung von Schülern wurde eine zweistündige Zwangspause zwischen Unterricht und außerschulischen Aktivitäten angeordnet, zu denen der nicht ordentliche Religionsunterricht gehörte. Dass dies speziell gegen die Kirche gerichtet war, ist erkennbar an Ausnahmeregelungen für Thälmann-Pioniere und schulische Arbeitsgruppen. An vielen, besonders ländlichen Schulen erschwerte der Erlass die Organisation derart, dass kein Religionsunterricht mehr möglich war. Zusätzlich wurde im Erlass jede Werbung für den Religionsunterricht verboten und die Bereitstellung von Schulräumen auf die Grundschule beschränkt. Damit waren die Regelungen der Verfassung von 1949 faktisch aufgehoben.

## Repression
Das repressive Vorgehen gegen Mitglieder christlicher Kirchen und Religionsgemeinschaften differenzierte stark, je nach aktueller politischer Situation zwischen Kirche und Staat.
- Bestimmte berufliche Karrieren, vorwiegend im Staatsdienst oder in leitenden Funktionen, waren Christen bzw. Mitgliedern einer Kirche weitgehend verschlossen. In anderen Bereichen wie der Post oder der Deutschen Reichsbahn waren sie erheblichem Druck ausgesetzt.
- Jugendlichen konnte von Schulen und Ausbildungsstätten mit Nichtzulassung zur Erweiterten Oberschule oder zum Studium gedroht werden, wenn sie den Kontakt zur Kirche nicht aufgäben.[35]
- Kirchlich aktive Personen und kirchliche Mitarbeiter wurden häufig von der Stasi überwacht und zum Teil durch gezielte, auch verdeckte Maßnahmen unter Druck gesetzt (Zersetzung). Dazu unterhielt diese eine eigene „Linie“, die in der Zentrale aus der Hauptabteilung XX/4 (60 Stellen) und in den Bezirksverwaltungen aus den Abteilungen XX/4 (120 Stellen) bestand.[36] Besonders beliebt war es, missliebige Geistliche in der Kirche zu diskreditieren und durch die Kirche disziplinieren zu lassen.[37] Auch gelang es der Stasi, in den Kirchen selbst inoffizielle Mitarbeiter anzuwerben beziehungsweise dort zu platzieren, unter ihnen einflussreiche Mitglieder von Gemeindekirchenräten und Synoden.[38] In einigen Fällen entwickelten die Kirchen Abwehrstrategien gegen dieses Anwerben. So riet unter anderem Heinrich Rathke, Landesbischof von Mecklenburg, seinen Synodalen, bei einem Anwerbungsversuch sofort zu erklären, dass man dem Bischof Mitteilung machen werde und bei fortgesetzten Anwerbungsversuchen einen „Gruß vom Bischof“ auszurichten. Er erschien sogar einige Male selbst zu solchen konspirativen Treffen, was den Anwerbeversuchen jeweils ein Ende setzte.[39]
- Wie alle anderen Zeitungen unterlagen auch die Kirchenzeitungen der Zensur. Sie konnten nur abonniert werden. Ein öffentlicher Verkauf von Kirchenzeitungen an Postzeitungskiosken erfolgte in der DDR nicht.
- Die Kirchen wurden gedrängt, sich ausschließlich religiösen Themen zuzuwenden.

## Bekannte Personen
- Hugo Aufderbeck (1909–1981), katholischer Theologe und Bischof
- Gerhard Bassarak (1918–2008), evangelischer Theologe, Professor für Ökumenik, Stasi-IM
- Alfred Kardinal Bengsch (1921–1979), katholischer Bischof von Berlin und Kardinal
- Christfried Berger (1938–2003), evangelischer Pfarrer, Leiter des Ökumenisch-Missionarischen Zentrums in Berlin
- Eduard Berger (* 1944), Bischof der Pommerschen Evangelischen Kirche
- Niklot Beste (1901–1987), Landesbischof von Mecklenburg, leitender Bischof der VELKD
- Johannes Braun (1919–2004), katholischer Bischof in Magdeburg
- Harald Bretschneider (* 1942), ev.-luth. Landesjugendpfarrer Sachsens, Vertreter der kirchlichen Friedensbewegung in der DDR
- Oskar Brüsewitz (1929–1976), evangelischer Pfarrer
- Paul Dissemond (1920–2006), katholischer Priester, Generalsekretär der Berliner Bischofskonferenz
- Heino Falcke (* 1929), evangelischer Propst in Erfurt
- Heinrich Fink (1935–2020), Professor für Praktische Theologie, Stasi-IM
- Gottfried Forck (1923–1996), evangelischer Bischof
- Christian Führer (1943–2014), evangelisch-lutherischer Pfarrer
- Joachim Gauck (* 1940), evangelischer Theologe, später deutscher Bundespräsident
- Klaus-Peter Hertzsch (1930–2015), Professor für Praktische Theologie, Dichter, Buchautor
- Uwe Holmer (1929–2023), deutscher Theologe, Pfarrer und Autor
- Reinhard Höppner (1948–2014), Präses der Synode der evangelischen Kirchenprovinz Sachsen
- Lothar Kreyssig (1898–1986), Jurist, Konsistorialpräsident und Präses, Gründer der Aktion Sühnezeichen
- Friedrich-Wilhelm Krummacher (1901–1974), evangelischer Theologe und von 1955 bis 1972 Bischof der Pommerschen Evangelischen Kirche
- Werner Krusche (1917–2009), evangelischer Bischof in Magdeburg
- Thomas Küttler (1937–2019), Superintendent
- Theo Lehmann (* 1934), Evangelist
- Werner Leich (1927–2022), evangelischer Landesbischof von Thüringen
- Heiko Lietz (* 1943), Koordinator von Frieden konkret und des DDR-weiten Arbeits- und Koordinierungskreises zum Wehrdienstproblem
- Friedrich Magirius (* 1930), Superintendent Leipzig-Ost
- Joachim Kardinal Meisner (1933–2017), von 1980 bis 1989 katholischer Bischof von Berlin
- Heinrich Rathke (1928–2024), Landesbischof von Mecklenburg, leitender Bischof der VELKD
- Günter Särchen (1927–2004), katholischer Sozialpädagoge und Publizist
- Wolfgang Schnur (1944–2016), Jurist, evangelischer Kirchenfunktionär, Politiker, Stasi-IM
- Albrecht Schönherr (1911–2009), evangelischer Bischof
- Friedrich Schorlemmer (1944–2024), Dozent am Evangelischen Predigerseminar und Prediger an der Schlosskirche in Wittenberg
- Richard Schröder (* 1943), evangelischer Theologe
- Christoph Stier (1941–2021), Landesbischof von Mecklenburg, leitender Bischof der VELKD
- Kurt Ströer (1921–2013), überregional bekannter Diakon der EvLKS, Jugendwart des Kirchenbezirks Karl-Marx-Stadt II
- Jörg Swoboda (* 1947), Liedermacher, Evangelist und Dozent für Praktische Theologie am Evangelisch-Freikirchlichen Theologischen Seminar in Buckow
- Rolf-Michael Turek (* 1949), ev.-luth. Pfarrer in Leipzig
- Wolfgang Ullmann (1929–2004), Kirchenhistoriker am Sprachenkonvikt Berlin
- Rainer Wagner (* 1951), Diplom-Religionspädagoge (FH)
- Christoph Wonneberger (* 1944), Initiator der Friedensgebete und des Sozialen Friedensdienstes (SoFd)
- Christof Ziemer (* 1941), Dresdner Superintendent
- Joachim Reinelt (* 1936), römisch-katholischer Bischof vom Dresden-Meißen.